# Municipio de Teuchitlán
El municipio de Teuchitlán es uno de los 125 municipios en que se encuentra dividido el estado mexicano de Jalisco. Se encuentra en el centro-norte del estado, en la región Valles y su cabecera municipal es la población de Teuchitlán.

## Síntesis histórica
En las cercanías del actual pueblo de Teuchitlán, floreció hacia el año 1000 a. C. una civilización que ha sido llamada la Tradición Teuchitlán. Esta tradición comenzó un importante desarrollo, que alcanzó su apogeo cultural, político, económico y social hacia el año 200 d. C. y desapareció hacia el 500 d. C. La influencia en los pueblos aledaños, ejercida por la Tradición Teuchitlán abarcó una zona muy amplia, que no se limitó exclusivamente a las faldas del Volcán de Tequila sino que se extendió hasta lo que hoy conocemos como la costa de Colima, el Bajío, Nayarit, Sinaloa y Zacatecas. El estilo arquitectónico que caracterizó a esta tradición consistió en edificios circulares de gran tamaño y que se les ha denominado Guachimontones, que significa lugar de guajes. El sitio arqueológico de Los Guachimontones que se encuentra a 1.2 kilómetros del poblado actual, fue el centro rector de la Tradición Teuchitlán, tuvo un desarrollo de más de 800 años de existencia y la cantidad estimada de habitantes era alrededor de 25,000 personas. Los arqueólogos hablan de que en la época de mayor desarrollo (periodo clásico, 100-400 DC.) habitaron en la región más de 40, 000 personas. La agricultura se manejaba por medio de un sistema de chinampas que permitía una media de tres cosechas al año. En conjunto además de la arquitectura circular, se construyeron tumbas de tiro para depositar a los muertos. La deidad más importante era Ehécatl, y se asociaba, entre otras cosas, con el viento. El nombre de Teuchitlán ha sufrido numerosas modificaciones, de hecho antes se conocía como Teotzintlán que quiere decir en lengua náhuatl “Cerca de Dios”. Sin embargo, el significado de Teuchitlán ahora se entiende como “El lugar del dios viejo”. El registro arqueológico evidencia el uso de plantas lacustres para la construcción de viviendas, como el otate o los juncos; la dieta dentro de las unidades habitacionales era rica en animales de diferentes ambientes: peces, ranas, tortugas, venado, jabalí, perro y una gran variedad de aves, entre otros (Weigand, 2008).

### SigloXXI
En marzo de 2025 colectivos de búsqueda de personas localizaron un campo de reclutamiento y exterminio ubicado en el Rancho Izaguirre dentro de la localidad que habría sido operado por el Cartel Jalisco Nueva Generación para adiestrar de manera forzada a jóvenes para ser parte de sus filas. En el lugar se encontraron prendas, objetos y restos calcinados de las víctimas. El caso provocó indignación pues el predio ya había sido revisado por las autoridades desde meses atrás sin dar con los hallazgos de los colectivos por lo que se acusó de complicidad. Ante esto familiares de desaparecidos, colectivos y ciudadanos protestaron en varias partes del país. Los hechos llevarían a la detención del presidente municipal de Teuchitlán José Ascensión Murguía por su presunta participación en la operación del campo.

## Geografía
El municipio de Teuchitlán se localiza en el centro-norte del estado Jalisco, en la región conocida como los Valles. Sus coordenadas extremas son 20°34′ - 20°48′ de latitud norte y 103°44′ - 103°55′ de longitud oeste; y a una altura que fluctúa entre un máximo de 2 100 y un mínimo de 1 300 metros sobre el nivel del mar. Tiene una extensión territorial de 219.712 kilómetros cuadrados que equivalen al 0.28% de la superficie estatal.
El municipio de Teuchitlán tiene límites al oeste y norte con el municipio de Ahualulco de Mercado, al norese con el municipio de Amatitán y el municipio de El Arenal, al este con el municipio de Tala, al sur con el municipio de San Martín Hidalgo y al suroeste con el municipio de Ameca.

## Demografía
De acuerdo a los resultados del Censo de Población y Vivienda de 2010 realizado por el Instituto Nacional de Estadística y Geografía, la población total del municipio de Tequila asciende a 9 088 personas. La densidad poblacional es de 41.36 habitantes por kilómetro cuadrado.

### Localidades
En el censo de 2020 el municipio de Teuchitlán contaba con 19 localidades.
| Código INEGI    | Localidad                | Población (2020) |
| --------------- | ------------------------ | ---------------- |
| 140950001       | Teuchitlán               | 3 950            |
| 140950005       | La Estanzuela            | 2 267            |
| 140950011       | La Vega                  | 1 741            |
| 140950006       | General Lucio Blanco     | 820              |
| 140950003       | El Amarillo              | 633              |
| 140950015       | Las Fuentes              | 104              |
| 140950058       | Reserva de los Encinos   | 55               |
| 140950048       | Loma Blanca              | 29               |
| 140950026       | El Chaparral             | 8                |
| 140950029       | San Amado                | 7                |
| 140950002       | Agua Caliente            | 5                |
| 140950004       | La Bueyera               | 5                |
| 140950054       | Rancho Lara              | 5                |
| 140950061       | Las Guásimas             | 5                |
| 140950028       | Granja Moctezuma         | 4                |
| 140950038       | La Parota                | 4                |
| 140950007       | Hacienda Labor de Rivera | 2                |
| 140950057       | La Tijera                | 2                |
| 140950039       | El Ranchito              | 1                |
| Total municipal | Total municipal          | 9 647            |

## Política

### Representación legislativa
Para la elección de diputados locales al Congreso de Jalisco y de diputados federales a la Cámara de Diputados federal, el municipio de Teuchitlán se encuentra integrado en los siguientes distritos electorales:
Local:
- Distrito electoral local de 1 de Jalisco con cabecera en Tequila.[12]

Federal:
- Distrito electoral federal 1 de Jalisco con cabecera en Tequila.[13]